# Stato del Vietnam
Lo Stato del Vietnam (in vietnamita: Quốc gia Việt Nam) fu uno Stato creato in Indocina dalla Francia nel 1949, durante la Guerra d'Indocina, come membro dell'Unione francese, guidato formalmente dall'ex imperatore Bảo Đại e che reclamava la propria sovranità sull'intero territorio vietnamita in contrapposizione alla Repubblica Democratica del Vietnam. Dopo la fine della guerra, Bảo Đại fu estromesso attraverso un referendum dal proprio primo ministro Ngô Đình Diệm che proclamò se stesso presidente del nuovo Stato della Repubblica del Vietnam.

## Storia

### Unificazione del Vietnam (1947-1948)
Nel febbraio del 1947, dopo il ritorno delle forze coloniali francesi nel Tonchino e nella capitale Hanoi, l'intero territorio vietnamita tornò sotto controllo francese. Il movimento nazionalista Viet Minh si rifugiò nelle zone montuose al confine con la Cina per continuare la guerra di indipendenza.
Al fine di ridurre l'influenza sulla popolazione vietnamita del Việt Minh e del suo leader Ho Chí Minh, le autorità francesi in Indocina sostennero il ritorno al potere dell'imperatore Bảo Đại, ultimo sovrano della dinastia Nguyễn. Quest'ultimo era stato costretto ad abdicare dai Việt Minh il 25 agosto 1945, dopo la caduta dell'Impero del Vietnam, stato fantoccio sorto sotto occupazione giapponese durante la seconda guerra mondiale.
Gli accordi della baia di Halong del 5 giugno 1948 (accords de la baie d'Along) consentirono la creazione di uno Stato che unificava l'intero territorio vietnamita, in sostituzione dei precedenti stati del Tonchino, Annam e Cocincina, nello Stato del Vietnam associato con la Francia all'interno dell'Unione francese.

### Unione Francese (1949-1954)
Dopo la dichiarazione d'indipendenza del 14 giugno 1949 in base agli accordi dell'Eliseo (accords de l'Élysée), supportati dagli USA, lo Stato del Vietnam godette di una limitata autonomia come stato associato all'Unione Francese, ebbe un proprio esercito che partecipò alla guerra d'Indocina al fianco della Francia e fu riconosciuto dagli Stati Uniti d'America nel 1950.

### Partizione del territorio (1954-1955)
Dopo la Conferenza di Ginevra del 1954, lo Stato del Vietnam divenne completamente indipendente, uscendo dall'Unione Francese, ma con il territorio limitato a quello a meridione del 17º parallelo, per cui divenne noto come Vietnam del Sud.

### Referendum del 1955
Nel 1955, l'allora primo ministro Ngô Đình Diệm, col favore degli USA, promosse un referendum sulla forma istituzionale dello Stato. Il quesito fu approvato col 98,2%; l'esito referendrio fu peraltro manipolato da Diệm stesso, che respinse il consiglio statunitense di limitare il successo a un più credibile 60-70% (in alcune provincie i voti favorevoli eccedettero il numero degli aventi diritto al voto). Ciò costrinse Bảo Đại a lasciare la guida dello Stato a favore della creazione della Repubblica del Vietnam, della quale il 26 ottobre dello stesso anno Diệm si autoproclamò presidente.